# David Haijock
David Haijock, född 1620 i Dundee, Skottland, död 1681, var en svensk ämbetsman.

## Biografi
David Haijock föddes 1620 i Dundee, Skottland. Han blev 1647 borgare i Kalmar och var riksdagsman vid riksdagen 1657 och riksdagen 1660. Haijock avled 1681 och begravdes 10 januari samma år i Kalmar domkyrka.
Haijock ägde varvsrörelse och rederirörelse i Kalmar.

### Familj
Haijock gifte sig första gången med Martha Stephansdotter Lippia (död 1660). Hon var dotter till kyrkoherden Stephanus Jonae i Köpings församling och Kerstin Jonsdotter. De fick tillsammans barnen Martha Haijock (1656–1680) som var gift med politieborgmästaren Didrik Mühlenbruck i Kalmar och Agneta Haijock (död 1719) som var gift med handelsmannen  Michael Arendt den yngre i Kalmar.
Haijock gifte sig andra gången med Christina JOhansdotter Bremer (född 1640). De fick tillsammans dotter Margareta Haijock (död 1728) som var gift med professorn Lars Braunerskiöld i Dorpat.